# Nagelius carinicollis
Nagelius carinicollis är en skalbaggsart som först beskrevs av Lewis 1893.  Nagelius carinicollis ingår i släktet Nagelius och familjen stumpbaggar. Inga underarter finns listade i Catalogue of Life.